# Gin Cove
Die Gin Cove (in Argentinien Bahía Villar Fabre und Caleta Falcón) ist eine Bucht an der Nordwestküste der westantarktischen James-Ross-Insel. Sie liegt nördlich der Tumbledown Cliffs.
Das UK Antarctic Place-Names Committee benannte sie am 3. April 1984 in Anlehnung an die Benennung weiterer geografischer Objekte in der Umgebung, die nach alkoholischen Getränken benannt sind, nach dem Gin. Namensgeber der ersten in Argentinien gebräuchlichen Benennung ist der Geologe Jorge Félix Villar Fabre.